# Yakovlev VVP-6
Yakovlev VVP-6 là một thiết kế thử nghiệm về một loại thiết bị mang tên lửa có thể cất hạ cánh thẳng đứng. Nó chỉ đang dừng ở giai đoạn mô hình.

## Phát triển
Có lẽ thiết kế cấp tiến nhất từng được đề xuất cho Yakovlev OKB, VVP-6 xuất hiện nhiều giả tưởng khoa học hơn là một nghề thủ công có thể đã được sản xuất. VVP-6 được thiết kế như một nền tảng hỗ trợ VTOL khổng lồ, hoạt động phối hợp với các máy bay phản lực VTOL, như Yak-38 của Yakovlev .
Trong số nhiều chức năng được hình dung cho dòng phương tiện này là vận chuyển thực phẩm, nhiên liệu và đạn dược. Thiết kế khổng lồ, riêng phần hộp đã dài 49m. Trong một phiên bản, nó có khả năng mang một hệ thống tên lửa SAM hoàn chỉnh, bao gồm sáu tên lửa SA-2 với các bệ phóng gắn trên bề mặt trên của tàu. Tải lại và radar hỗ trợ đã được lưu trữ nội bộ.
VVP-6 đã được trang bị sáu cánh quạt sáu lưỡi được gắn trên sáu giá treo kéo dài từ các mặt của tàu thủ công. Mỗi cánh quạt được điều khiển bởi bốn động cơ cánh quạt, tạo cho VVP-6 tổng cộng 24 động cơ.